# Ixora (album)
| Recensione         | Giudizio |
| ------------------ | -------- |
| AllMusic           |          |
| AbsolutePunk       |          |
| Alternative Press  |          |
| Highlight Magazine |          |
| Indie Vision Music |          |
| Rock Sound         |          |

Ixora è il quinto album in studio del gruppo musicale statunitense Copeland, pubblicato il 24 novembre 2014 dalla Tooth & Nail Records.
Oltre all'edizione standard è stata pubblicata anche una versione chiamata Twin, comprendente oltre alle 10 tracce standard e a una traccia bonus un secondo disco contenente una versione differente dell'album. Mettendo in sincronizzazione i due dischi, è possibile ascoltare una terza versione di ogni singolo brano di Ixora.
L'album, acclamato dalla critica, segna il ritorno della band a distanza di 4 anni dalla loro ultima pubblicazione.

## Tracce
Testi e musiche di Aaron Marsh.
1. Have I Always Loved You? – 2:52
2. Disjointed – 4:36
3. I Can Make You Feel Young Again – 4:05
4. Erase – 4:27
5. Lavender – 4:11
6. Ordinary – 3:31
7. Like a Lie – 4:28
8. Chiromancer (feat. Steff Koeppen) – 4:43
9. World Turn – 4:03
10. In Her Arms, You Will Never Starve – 4:57

Traccia bonus nell'edizione speciale
1. Like I Want You (feat. Steff Koeppen) – 4:26

Versione Twin
1. Have I Always Loved You? – 2:52
2. Disjointed – 4:36
3. I Can Make You Feel Young Again – 4:05
4. Erase – 4:27
5. Lavender – 4:11
6. Ordinary (feat. Steff Koeppen) – 3:31
7. Like a Lie – 4:28
8. Chiromancer (feat. Steff Koeppen) – 4:43
9. World Turn (feat. Steff Koeppen) – 4:03
10. In Her Arms, You Will Never Starve – 4:57
11. Like I Want You (feat. Steff Koeppen) – 4:26

## Formazione
Copeland
- Aaron Marsh – voce, chitarra, basso, tastiera, pianoforte, percussioni, trombone, programmazione, arrangiamenti orchestrali
- Bryan Laurenson – chitarra, tastiera
- Stephen Laurenson – chitarra, tastiera, programmazione
- Jonathan Bucklew – batteria, percussioni

Altri musicisti
- Steff Koeppen – voce in Chiromancer, Like I Want You, Ordinary e World Turn (queste ultime due solo nella versione Twin)
- Matthew Davis – violoncello
- Joshua Dampier – violino, viola
- Steve Jones – tromba
- Eva Stillinger – corno
- Matt Evers – fagotto
- Mikel Larrinaga – sassofono
- Dawn Hardy – oboe
- Jesse Bryant – clarinetto

Produzione
- Aaron Marsh – produzione, ingegneria del suono, layout, design; missaggio in Like I Want You e nelle tracce in versione Twin
- Bryan Laurenson – ingegneria del suono aggiuntiva
- Stephen Laurenson – ingegneria del suono aggiuntiva
- Michael H. Brauer – missaggio edizione standard
- Mark Bengtson – assistente missaggio
- Steve Vealey – assistente missaggio
- Joe LaPorta – mastering
- Nate Young – fotografia

## Classifiche
| Classifica (2014)         | Posizione massima |
| ------------------------- | ----------------- |
| Stati Uniti               | 93                |
| Stati Uniti (independent) | 9                 |
| Stati Uniti (alternative) | 10                |
| Stati Uniti (rock)        | 15                |